# El Ma Labiodh (distrito)
El Ma Labiodh é um distrito localizado na província de Tébessa, Argélia. Sua capital é a cidade de mesmo nome. A população total do distrito era de 16 168 habitantes, em 2008.[carece de fontes?]

## Comunas
O distrito está dividido em duas comunas:
- Lahouidjbet
- El Ma Labiodh